# トマス・ニコラス・レディントン

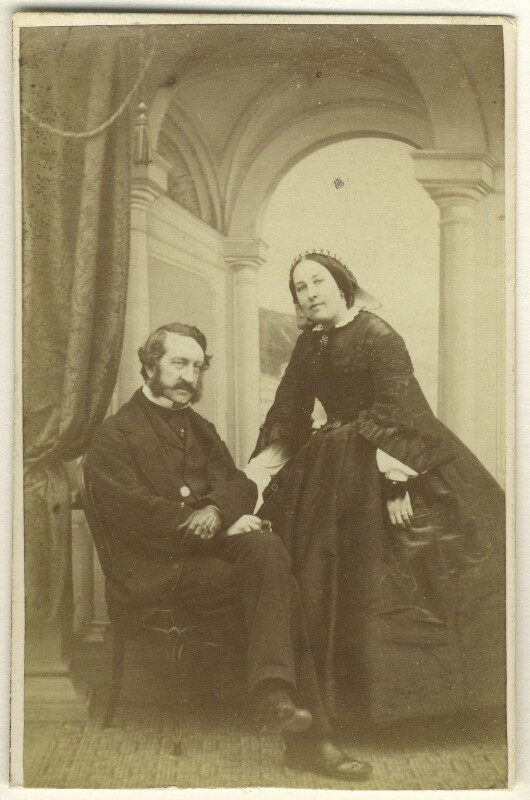
トマス・ニコラス・レディントン夫婦、1860年と1862年の間。

サー・トマス・ニコラス・レディントン（英語: Sir Thomas Nicholas Redington KCB、1815年10月2日 – 1862年10月11日）は、イギリスの政治家。ホイッグ党に所属し、庶民院議員（在任：1837年 – 1846年）、アイルランド事務次官（在任：1846年 – 1852年）、インド庁秘書官（在任：1852年 – 1856年）を歴任した。

## 生涯
クリストファー・レディントン（Christopher Redington、1780年 – 1825年）と妻フランシス（Frances、旧姓ダウェル（Dowell）、ヘンリー・ダウェルの娘）の息子として、1815年10月2日にゴールウェイ県キルコーナン（Kilcornan）で生まれた。オスコット・カレッジで教育を受けた後、1832年3月16日にケンブリッジ大学クライスツ・カレッジに入学、10学期間在学したが、カトリック信者だったため学位を取得できなかった。
1837年から1846年までダンドーク選挙区の代表として庶民院議員を務めた。自由党（ホイッグ党）所属として立候補しており、十分の一税戦争をめぐり十分の一税の廃止に賛成、秘密投票制度も支持したが、地主としては穀物法廃止に反対票を投じた。1843年11月18日にデヴォン委員会（アイルランドにおける土地占有制度の調査委員会）の委員に任命され、精力的に活動してアイルランドの世情に通じる人物として知られるようになった。
1846年7月11日にアイルランド事務次官に任命された。カトリックの事務次官として初だった。レディントンはジャガイモ飢饉が極めて厳しい時期に事務次官に就任しており、1847年にジョン・フォックス・バーゴイン率いる援助委員会で委員を務めた。1846年9月に「生産性のある救済計画」（productive relief schemes、具体例としては埋め立て、排水システム、鉄道建設を挙げた）を推進すべきと説き、1847年10月には本国政府が方針転換を発表した。また、大規模すぎる公共事業は農業の働き手不足を招くとし、農民向けの小口融資の提供を主張した。同年8月には新設されたアイルランド救貧委員会の委員に就任、11月にアイルランド国民教育委員（Commissioner of National Education for Ireland）に就任した。救貧法をめぐり、救済への依存を促進するという理由から院外救済の再導入に反対したが、飢饉の厳しさに直面し、1848年11月には院外救済を認めざるをえなかった。
アイルランドの土地問題をめぐり、地代の変動が農産物の価格と連動すべき、借地人が土地改良を行ったときに補償金を支給すべきなどの主張をしたが、内閣に受け入れられず、最終的にサマーヴィルが1848年2月に提出した土地改革法案は地主層が得する内容だった。この法案も改革派からは不十分、保守派からは私的財産への干渉だとして批判され、結局否決された。
青年アイルランド党の反乱が鎮圧された後、首謀者ウィリアム・スミス・オブライエンの鍵付き旅行かばんがダブリン城に送られてくると、レディントンはかばんをこじ開けて、証拠品となる手紙を手に入れた。これに対し、オブライエンは自身の持ち物を盗まれたとして激怒、レディントンのジェントルマンとしての信用を疑問視し、ナショナリストの新聞もレディントンを批判した。
1849年8月28日、バス勲章ナイト・コマンダーを授与された。1852年に第1次ラッセル内閣が崩壊すると、同年3月に事務次官を辞任した。
1852年12月から1856年までインド庁秘書官を務めた後、1856年9月29日にアイルランドにおける精神病院の調査委員会の委員に就任した。地元のゴールウェイ県では治安判事と副統監を務めた。
1856年3月、ニュー・ロス選挙区の補欠選挙に出馬したが、保守党候補チャールズ・トッテナムに敗れた。
1862年10月11日にロンドンで死去した。

## 家族
1842年8月30日、アン・イライザ・メアリー・タルボット（Anne Eliza Mary Talbot、ジョン・ヒヤシンス・タルボットの娘）と結婚した。
- クリストファー・トマス・タルボット（Christopher Thomas Talbot、1847年 – 1899年） - 救貧制度調査委員会の委員（1886年）、アイルランド国民教育委員（1886年）などを歴任[4]